# 麥可·山姆
麥可·山姆（1990年1月7日—）是一位美式足球防守邊鋒。他就讀于密蘇里大學，在學期間也效力於學校的美式足球隊密蘇里之虎。
在完成他的大學美式足球生涯後，山姆出櫃了。在2014年NFL选秀上，山姆以第7轮第256顺位的成绩被圣路易斯公羊隊选中，成为首位公开同性恋身份的NFL新秀球员。8月30日，为满足联盟常规赛开始时陣容必须縮減到53人的要求，圣路易斯公羊隊在最后一轮筛选中将山姆裁掉。在无人问津數日之後，达拉斯牛仔隊于9月3日将其加入训练候补阵容。

## 外部連結
- 在密苏里猛虎时的资料